# Amtsgericht Heinrichswalde
Das Amtsgericht Heinrichswalde war ein preußisches Amtsgericht mit Sitz in Heinrichswalde, Ostpreußen.

## Geschichte
Das königlich preußische Amtsgericht Heinrichswalde wurde mit Wirkung zum 1. Oktober 1879 als eines von neun Amtsgerichten im Bezirk des Landgerichtes Tilsit im Bezirk des Oberlandesgerichtes Königsberg gebildet. Der Sitz des Gerichtes war Heinrichswalde. Aufgehoben wurde die Gerichtskommission Heinrichswalde beim Kreisgericht Tilsit. Sein Gerichtsbezirk umfasste den Kreis Niederung ohne den Teil, der den Amtsgerichten Kaukehmen und Skaisgirren zugeordnet war. Am Gericht bestanden 1888 drei Richterstelle. Das Amtsgericht war damit ein mittelgroßes Amtsgericht im Landgerichtsbezirk.
Im Jahre 1945 wurden der Amtsgerichtsbezirk unter sowjetische Verwaltung gestellt und die deutschen Einwohner vertrieben. Damit endete auch die Geschichte des Amtsgerichtes Heinrichswalde.